# Nhà Muhammad Ali
Nhà Muhammad Ali (tiếng Ả Rập:أسرة محمد علي Usrat Muhammad 'Ali) là triều đại đã cai trị Ai Cập và Sudan từ đầu thế kỷ 19 đến giữa thế kỷ 20. Triều đại này lấy tên từ người sáng lập là lãnh tụ Muhammad Ali Pasha, người được coi là người cha của Ai Cập hiện đại. Trong các văn bản chính thức thì người ta gọi tên triều đại này là nhà Alawiyya (tiếng Ả Rập:الأسرة العلوية al-Usra al-'Alawiyya), nhưng nên phân biệt với nhà Alawiyya ở Maroc (cai trị từ năm 1666 đến ngày nay), tuy trùng tên nhưng không có liên hệ họ hàng với nhau.

## Khởi nghiệp
Tướng Muhammad Ali là người Albania, được hoàng đế nhà Ottoman sai đi chiếm lại đất Ai Cập trong tay quân Pháp của hoàng đế Napoléon. Nhưng khi quân Pháp rút vì bị quân Anh đánh bại, nội chiến nổ ra ở Ai Cập giữa quân Thổ Nhĩ Kỳ Ottoman, quân nô lệ Mamluk Ai Cập, và quân đánh thuê người Albania. Tướng Muhammad Ali được hoàng đế nhà Ottoman là Selim III công nhận là Wāli (tổng đốc) Ai Cập năm 1805.
Thấy nhà Ottoman (bị mang hỗn danh là "người bệnh của châu Âu") suy yếu, tướng Muhammad Ali bày tỏ tham vọng của mình:

"Tôi biết rất rõ là Đế quốc (Ottoman) đang đi về chỗ diệt vong... Trên những tàn tích của nó tôi sẽ xây dựng một vương quốc rộng lớn... trải đến hai sông Euphrates và Tigris."

Chân dung Muhammad Ali Pasha ở viện bảo tàng Cairo Citadel

Lúc thế lực lên đến tột đỉnh, tướng Muhammad Ali và con là Ibrahim Pasha đã có cơ diệt được nhà Ottoman trong hai cuộc chiến Ai Cập - Ottoman (1831 - 1833) và (1839 - 1841). Nhưng các cường quốc can thiệp, nên quân Ai Cập không thể tấn công kinh đô Ottoman là Istanbul. Muhammad Ali chiếm được xứ Sudan và các hậu duệ của ông tiếp tục củng cố và bành trướng thế lực tại xứ này, nhất là con trai Ibrahim Pasha là Ismai'l I.

## Dòng dõi và quy chế truyền ngôi
Theo luật Thổ Nhĩ Kỳ, sau khi Muhammad Ali qua đời, thì trong vòng các con và cháu trai của ông, cứ người nào lớn tuổi nhất thì được nối nghiệp trước. Đến năm 1866 thì Isma'il Pasha đút lót cho nhà Ottoman, xin đổi lại quy chế là con trưởng được nối nghiệp cha. Isma'il Pasha vốn là con của Ibrahim Pasha, con nuôi của Muhammad Ali, nên từ thời Isma'il Pasha trở đi, các quốc trưởng không còn thuộc dòng dõi Muhammad Ali Pasha qua phụ hệ nữa.

## Nghiệp chúa và cuộc xâm chiếm của người Anh
Tướng Muhammad Ali và con cháu xưng là Khedive (Chúa) thay vì Wāli (Tổng đốc), nhưng tước hiệu này chỉ được công nhận năm 1867 bởi hoàng đế Abdulaziz nhà Ottoman. Người được công nhận chức này là Isma'il Pasha. Khác với cha ông, thường dùng uy thế binh lực đe dọa, Isma'il Pasha được công nhận nhờ sự hối lộ và nịnh hót. Năm 1879, hoàng đế nhà Ottoman nhờ sự giúp sức của các cường quốc, truất phế Isma'il Pasha và lập con ông là Tewfik lên ngôi. Năm 1882, Anh quốc đưa quân vào chiếm Ai Cập và Sudan, lấy cớ giúp chúa Tewfik chống lại chính phủ chủ nghĩa quốc gia của ông Ahmed Orabi. Từ đó, thực quyền tại Ai Cập và Sudan nằm trong tay người Anh, nhưng phủ chúa của nhà Muhammad Ali được giữ.
Trong giai đoạn các lãnh tụ được gọi là "Wali" hay "Khedive", các sách vở người Âu cũng hay gọi họ là "phó vương" ("viceroy") của Ai Cập và Sudan.

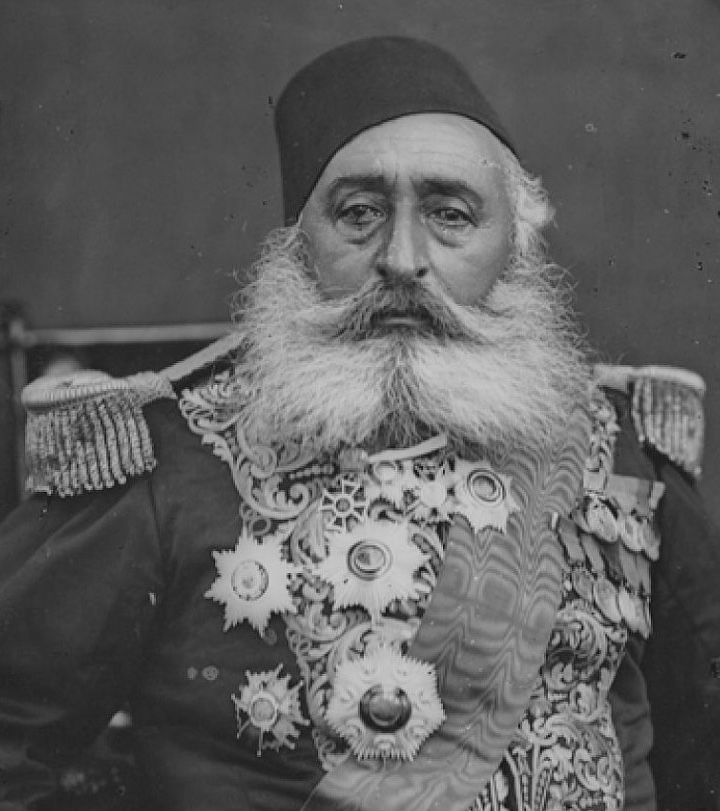
Chúa Isma'il I

Để giảm quyền người Ai Cập, người Anh tuyên bố đất Sudan trở thành đất hợp trị của Anh và Ai Cập (Anglo-Egyptian Condominium). Điều này luôn bị chính quyền và dân chúng Ai Cập bác bỏ. Đất Sudan trở thành mối thù và đề tài tranh cãi của người Ai Cập đối với người Anh. Người Ai Cập đề cao lý tưởng và khẩu hiệu "Lưu vực sông Nile thống nhất". Sự tranh cãi chấm dứt khi Sudan trở thành nước độc lập năm 1956.

## Thời cácsultanvà các vua
Năm 1914, chúa (khedive) Abbas II nhảy vào vòng Đệ Nhất Thế Chiến giúp đế quốc Ottoman và các đế quốc trung ương (Đức, Áo-Hung). Người Anh nhanh chóng truất phế ông, và lập chú ông là Husayn Kamil lên ngôi. Không còn thần phục nhà Ottoman chút nào nữa, dù chỉ là trên danh nghĩa, nên ông Husayn Kamil lấy tước hiệu Sultan (hoàng đế) ngang hàng với các lãnh tụ nhà Ottoman. Người Anh cũng thừa dịp đổi liên quốc Ai Cập và Sudan thành đất Bảo Hộ (Protectorate). Điều này khơi dậy tinh thần quốc gia của người bản xứ, khiến người Anh phải lùi bước, công nhận Ai Cập độc lập năm 1922. Với biến cố này, quốc trưởng Ai Cập là Fuad I bỏ danh hiệu Sultan mà xưng làm Vua. Người Anh tiếp tục can dự vào chính sự Ai Cập và Sudan nhiều quá, và dùng nhiều cách để tách Sudan khỏi Ai Cập. Điều này khiến vua và phong trào ái quốc Ai Cập bất mãn. Để đòi lại chủ quyền trên đất Sudan, quốc vương Fuad và con trai là Farouk I lấy hiệu là "Vua của Ai Cập và Sudan".

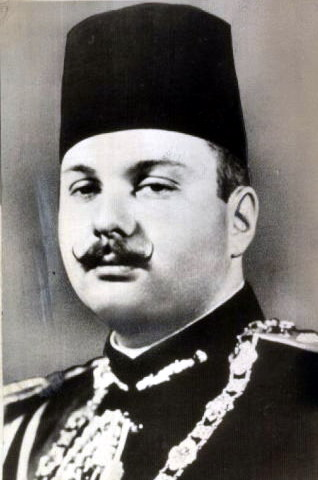
Farouk của Ai Cập Vua Farouk I

## Giải thể
Đời quốc vương Farouk I, phong trào ái quốc ngày càng chán ghét sự cai trị của người Anh, sự tham nhũng và bất tài của hoàng gia. Năm 1948, liên quân 5 nước tộc Ả Rập, trong đó có Ai Cập, hợp đánh Do Thái, bị thất bại. Tại Ai Cập, niềm uất ức của tự ái dân tộc Ả Rập trút lên đầu hoàng gia, đưa đến Cuộc cách mạng năm 1952. Quốc vương Farouk bị buộc phải thoái vị và nhường ngôi cho con - còn thơ ấu - là Fuad II. Quyền điều hành nhà nước chuyển sang tay Phong Trào Sĩ Quan Tự Do (Free Officers Movement), cầm đầu bởi các ông Muhammad Naguib và Gamal Abdel Nasser. Tự quân Fuad II ở ngôi được hơn 1 năm. Ngày 18 tháng 6 năm 1953, những người cách mạng tuyên bố bãi bỏ chế độ quân chủ, tuyên bố Ai Cập trở thành một nước cộng hoà, chấm dứt cuộc cai trị khoảng một thế kỷ rưỡi của nhà Muhammad Ali.

## Các lãnh tụ của nhà Muhammad Ali (1805-1953)
Walis (tổng đốc), tự xưng là Khedives (chúa) của Ai Cập và Sudan (1805-1867)
- Muhammad Ali (9 tháng 7 1805-1 tháng 9 1848)
- Ibrahim (làm Wali thay cha) (1 tháng 9 1848 - 10 tháng 11 1848)
- Muhammad Ali (trở lại) (10 tháng 11 1848 - 2 tháng 8 1849)
- Abbas I (2 tháng 8 1849 - 13 tháng 7 1854)
- Sa'id I (13 tháng 7 1854 - 18 tháng 1 1863)
- Ismai'l I (18 tháng 1 1863 - 8 tháng 6 1867)

Khedives (chúa) của Ai Cập và Sudan (1867-1914)
- Ismai'l I (8 tháng 6 1867 - 26 tháng 6 1879)
- Tewfik I (26 tháng 6 1879 - 7 tháng 1 1892)
- Abbas II (8 tháng 1 1892 - 19 tháng 12 1914)

Sultans (bá vương) của Ai Cập và Sudan (1914-1922)
- Husayn I (19 tháng 12 1914 - 9 tháng 10 1917)
- Fuad I (9 tháng 10 1917 - 16 tháng 3 1922)

Vua của Ai Cập và Sudan (1922-1953)
- Fuad I (16 tháng 3 1922 - 28 tháng 4 1936)
- Farouk I (28 tháng 4 1936 - 26 tháng 7 1952)
  - Hoàng tử Muhammad Ali Tewfik (Chủ tịch Hội đồng Nhiếp Chính trong thời gian vua Farouk I chưa trưởng thành) (28 tháng 4 1936 - 29 tháng 7 1937)
- Fuad II (26 tháng 7 1952 - 18 tháng 6 1953)
  - Hoàng tử Muhammad Abdul Moneim (Chủ tịch Hội đồng Nhiếp Chính trong thời gian vua Fuad I chưa trưởng thành) (26 tháng 7 1952 - 18 tháng 6 1953)

## Gia phả giản hóa của nhà Muhammad Ali
|  |  |
|  |  |

|  |  |

|          |          |          |          |                                                                      |                                                                      |                                                                      |                                                                      |                                                                      |                                                                      |                                       |                                       | Emina của Nosratli                    | Emina của Nosratli                    | Emina của Nosratli | Emina của Nosratli | Emina của Nosratli | Emina của Nosratli |             |             | 1. Muhammad Ali Pasha Wāli (1805-48)                                | 1. Muhammad Ali Pasha Wāli (1805-48)                                | 1. Muhammad Ali Pasha Wāli (1805-48)                                | 1. Muhammad Ali Pasha Wāli (1805-48)                                | 1. Muhammad Ali Pasha Wāli (1805-48)                                | 1. Muhammad Ali Pasha Wāli (1805-48)                                |                                             |                                             |                                             |                                             |                                  |                                  |                                  |                                  |            |            |                |                |                |                |                                    |                                    |                                    |                                    |                                    |                                    | Ayn al-Hayat               | Ayn al-Hayat               | Ayn al-Hayat               | Ayn al-Hayat               | Ayn al-Hayat | Ayn al-Hayat |             |             |
|          |          |          |          |                                                                      |                                                                      |                                                                      |                                                                      |                                                                      |                                                                      |                                       |                                       | Emina của Nosratli                    | Emina của Nosratli                    | Emina của Nosratli | Emina của Nosratli | Emina của Nosratli | Emina của Nosratli |             |             | 1. Muhammad Ali Pasha Wāli (1805-48)                                | 1. Muhammad Ali Pasha Wāli (1805-48)                                | 1. Muhammad Ali Pasha Wāli (1805-48)                                | 1. Muhammad Ali Pasha Wāli (1805-48)                                | 1. Muhammad Ali Pasha Wāli (1805-48)                                | 1. Muhammad Ali Pasha Wāli (1805-48)                                |                                             |                                             |                                             |                                             |                                  |                                  |                                  |                                  |            |            |                |                |                |                |                                    |                                    |                                    |                                    |                                    |                                    | Ayn al-Hayat               | Ayn al-Hayat               | Ayn al-Hayat               | Ayn al-Hayat               | Ayn al-Hayat | Ayn al-Hayat |             |             |
|          |          |          |          |                                                                      |                                                                      |                                                                      |                                                                      |                                                                      |                                                                      |                                       |                                       |                                       |                                       |                    |                    |                    |                    |             |             |                                                                     |                                                                     |                                                                     |                                                                     |                                                                     |                                                                     |                                             |                                             |                                             |                                             |                                  |                                  |                                  |                                  |            |            |                |                |                |                |                                    |                                    |                                    |                                    |                                    |                                    |                            |                            |                            |                            |              |              |             |             |
|          |          |          |          |                                                                      |                                                                      |                                                                      |                                                                      |                                                                      |                                                                      |                                       |                                       |                                       |                                       |                    |                    |                    |                    |             |             |                                                                     |                                                                     |                                                                     |                                                                     |                                                                     |                                                                     |                                             |                                             |                                             |                                             |                                  |                                  |                                  |                                  |            |            |                |                |                |                |                                    |                                    |                                    |                                    |                                    |                                    |                            |                            |                            |                            |              |              |             |             |
|          |          |          |          | Bamba Kadin                                                          | Bamba Kadin                                                          | Bamba Kadin                                                          | Bamba Kadin                                                          | Bamba Kadin                                                          | Bamba Kadin                                                          |                                       |                                       | Tusun Pasha                           | Tusun Pasha                           | Tusun Pasha        | Tusun Pasha        | Tusun Pasha        | Tusun Pasha        |             |             | 2. Ibrahim Pasha Wāli (1848)                                        | 2. Ibrahim Pasha Wāli (1848)                                        | 2. Ibrahim Pasha Wāli (1848)                                        | 2. Ibrahim Pasha Wāli (1848)                                        | 2. Ibrahim Pasha Wāli (1848)                                        | 2. Ibrahim Pasha Wāli (1848)                                        |                                             |                                             | Hoshiar                                     | Hoshiar                                     | Hoshiar                          | Hoshiar                          | Hoshiar                          | Hoshiar                          |            |            |                |                |                |                | 4. Sa'id Pasha Wāli (1854-63)      | 4. Sa'id Pasha Wāli (1854-63)      | 4. Sa'id Pasha Wāli (1854-63)      | 4. Sa'id Pasha Wāli (1854-63)      | 4. Sa'id Pasha Wāli (1854-63)      | 4. Sa'id Pasha Wāli (1854-63)      |                            |                            |                            |                            |              |              |             |             |
|          |          |          |          | Bamba Kadin                                                          | Bamba Kadin                                                          | Bamba Kadin                                                          | Bamba Kadin                                                          | Bamba Kadin                                                          | Bamba Kadin                                                          |                                       |                                       | Tusun Pasha                           | Tusun Pasha                           | Tusun Pasha        | Tusun Pasha        | Tusun Pasha        | Tusun Pasha        |             |             | 2. Ibrahim Pasha Wāli (1848)                                        | 2. Ibrahim Pasha Wāli (1848)                                        | 2. Ibrahim Pasha Wāli (1848)                                        | 2. Ibrahim Pasha Wāli (1848)                                        | 2. Ibrahim Pasha Wāli (1848)                                        | 2. Ibrahim Pasha Wāli (1848)                                        |                                             |                                             | Hoshiar                                     | Hoshiar                                     | Hoshiar                          | Hoshiar                          | Hoshiar                          | Hoshiar                          |            |            |                |                |                |                | 4. Sa'id Pasha Wāli (1854-63)      | 4. Sa'id Pasha Wāli (1854-63)      | 4. Sa'id Pasha Wāli (1854-63)      | 4. Sa'id Pasha Wāli (1854-63)      | 4. Sa'id Pasha Wāli (1854-63)      | 4. Sa'id Pasha Wāli (1854-63)      |                            |                            |                            |                            |              |              |             |             |
|          |          |          |          |                                                                      |                                                                      |                                                                      |                                                                      |                                                                      |                                                                      |                                       |                                       |                                       |                                       |                    |                    |                    |                    |             |             |                                                                     |                                                                     |                                                                     |                                                                     |                                                                     |                                                                     |                                             |                                             |                                             |                                             |                                  |                                  |                                  |                                  |            |            |                |                |                |                |                                    |                                    |                                    |                                    |                                    |                                    |                            |                            |                            |                            |              |              |             |             |
|          |          |          |          |                                                                      |                                                                      |                                                                      |                                                                      |                                                                      |                                                                      |                                       |                                       |                                       |                                       |                    |                    |                    |                    |             |             |                                                                     |                                                                     |                                                                     |                                                                     |                                                                     |                                                                     |                                             |                                             |                                             |                                             |                                  |                                  |                                  |                                  |            |            |                |                |                |                |                                    |                                    |                                    |                                    |                                    |                                    |                            |                            |                            |                            |              |              |             |             |
| Mahivech | Mahivech | Mahivech | Mahivech | Mahivech                                                             | Mahivech                                                             |                                                                      |                                                                      | 3. Abbas Hilmi I Wāli (1848-54)                                      | 3. Abbas Hilmi I Wāli (1848-54)                                      | 3. Abbas Hilmi I Wāli (1848-54)       | 3. Abbas Hilmi I Wāli (1848-54)       | 3. Abbas Hilmi I Wāli (1848-54)       | 3. Abbas Hilmi I Wāli (1848-54)       |                    |                    | Chafak Nour        | Chafak Nour        | Chafak Nour | Chafak Nour | Chafak Nour                                                         | Chafak Nour                                                         |                                                                     |                                                                     | 5. Isma'il Pasha Wāli rồi Khedive (1863-79)                         | 5. Isma'il Pasha Wāli rồi Khedive (1863-79)                         | 5. Isma'il Pasha Wāli rồi Khedive (1863-79) | 5. Isma'il Pasha Wāli rồi Khedive (1863-79) | 5. Isma'il Pasha Wāli rồi Khedive (1863-79) | 5. Isma'il Pasha Wāli rồi Khedive (1863-79) |                                  |                                  | Nour Felek                       | Nour Felek                       | Nour Felek | Nour Felek | Nour Felek     | Nour Felek     |                |                | Ferial                             | Ferial                             | Ferial                             | Ferial                             | Ferial                             | Ferial                             |                            |                            |                            |                            |              |              |             |             |
| Mahivech | Mahivech | Mahivech | Mahivech | Mahivech                                                             | Mahivech                                                             |                                                                      |                                                                      | 3. Abbas Hilmi I Wāli (1848-54)                                      | 3. Abbas Hilmi I Wāli (1848-54)                                      | 3. Abbas Hilmi I Wāli (1848-54)       | 3. Abbas Hilmi I Wāli (1848-54)       | 3. Abbas Hilmi I Wāli (1848-54)       | 3. Abbas Hilmi I Wāli (1848-54)       |                    |                    | Chafak Nour        | Chafak Nour        | Chafak Nour | Chafak Nour | Chafak Nour                                                         | Chafak Nour                                                         |                                                                     |                                                                     | 5. Isma'il Pasha Wāli rồi Khedive (1863-79)                         | 5. Isma'il Pasha Wāli rồi Khedive (1863-79)                         | 5. Isma'il Pasha Wāli rồi Khedive (1863-79) | 5. Isma'il Pasha Wāli rồi Khedive (1863-79) | 5. Isma'il Pasha Wāli rồi Khedive (1863-79) | 5. Isma'il Pasha Wāli rồi Khedive (1863-79) |                                  |                                  | Nour Felek                       | Nour Felek                       | Nour Felek | Nour Felek | Nour Felek     | Nour Felek     |                |                | Ferial                             | Ferial                             | Ferial                             | Ferial                             | Ferial                             | Ferial                             |                            |                            |                            |                            |              |              |             |             |
|          |          |          |          |                                                                      |                                                                      |                                                                      |                                                                      |                                                                      |                                                                      |                                       |                                       |                                       |                                       |                    |                    |                    |                    |             |             |                                                                     |                                                                     |                                                                     |                                                                     |                                                                     |                                                                     |                                             |                                             |                                             |                                             |                                  |                                  |                                  |                                  |            |            |                |                |                |                |                                    |                                    |                                    |                                    |                                    |                                    |                            |                            |                            |                            |              |              |             |             |
|          |          |          |          | Ibrahim Ilhamy                                                       | Ibrahim Ilhamy                                                       | Ibrahim Ilhamy                                                       | Ibrahim Ilhamy                                                       | Ibrahim Ilhamy                                                       | Ibrahim Ilhamy                                                       |                                       |                                       | Vợ thứ                                | Vợ thứ                                | Vợ thứ             | Vợ thứ             | Vợ thứ             | Vợ thứ             |             |             |                                                                     |                                                                     |                                                                     |                                                                     |                                                                     |                                                                     |                                             |                                             |                                             |                                             |                                  |                                  |                                  |                                  |            |            |                |                |                |                |                                    |                                    |                                    |                                    |                                    |                                    |                            |                            |                            |                            |              |              |             |             |
|          |          |          |          | Ibrahim Ilhamy                                                       | Ibrahim Ilhamy                                                       | Ibrahim Ilhamy                                                       | Ibrahim Ilhamy                                                       | Ibrahim Ilhamy                                                       | Ibrahim Ilhamy                                                       |                                       |                                       | Vợ thứ                                | Vợ thứ                                | Vợ thứ             | Vợ thứ             | Vợ thứ             | Vợ thứ             |             |             |                                                                     |                                                                     |                                                                     |                                                                     |                                                                     |                                                                     |                                             |                                             |                                             |                                             |                                  |                                  |                                  |                                  |            |            |                |                |                |                |                                    |                                    |                                    |                                    |                                    |                                    |                            |                            |                            |                            |              |              |             |             |
|          |          |          |          |                                                                      |                                                                      |                                                                      |                                                                      |                                                                      |                                                                      |                                       |                                       |                                       |                                       |                    |                    |                    |                    |             |             |                                                                     |                                                                     |                                                                     |                                                                     |                                                                     |                                                                     |                                             |                                             |                                             |                                             |                                  |                                  |                                  |                                  |            |            |                |                |                |                |                                    |                                    |                                    |                                    |                                    |                                    |                            |                            |                            |                            |              |              |             |             |
|          |          |          |          |                                                                      |                                                                      |                                                                      |                                                                      | Emina Ilhamy                                                         | Emina Ilhamy                                                         | Emina Ilhamy                          | Emina Ilhamy                          | Emina Ilhamy                          | Emina Ilhamy                          |                    |                    |                    |                    |             |             | 6. Tewfik Pasha Khedive (1879-92)                                   | 6. Tewfik Pasha Khedive (1879-92)                                   | 6. Tewfik Pasha Khedive (1879-92)                                   | 6. Tewfik Pasha Khedive (1879-92)                                   | 6. Tewfik Pasha Khedive (1879-92)                                   | 6. Tewfik Pasha Khedive (1879-92)                                   |                                             |                                             | 8. Husayn Kamil Sultan (1914-17)            | 8. Husayn Kamil Sultan (1914-17)            | 8. Husayn Kamil Sultan (1914-17) | 8. Husayn Kamil Sultan (1914-17) | 8. Husayn Kamil Sultan (1914-17) | 8. Husayn Kamil Sultan (1914-17) |            |            |                |                |                |                | 9. Fuad I Sultan rồi Vua (1917-36) | 9. Fuad I Sultan rồi Vua (1917-36) | 9. Fuad I Sultan rồi Vua (1917-36) | 9. Fuad I Sultan rồi Vua (1917-36) | 9. Fuad I Sultan rồi Vua (1917-36) | 9. Fuad I Sultan rồi Vua (1917-36) |                            |                            | Nazli Sabri                | Nazli Sabri                | Nazli Sabri  | Nazli Sabri  | Nazli Sabri | Nazli Sabri |
|          |          |          |          |                                                                      |                                                                      |                                                                      |                                                                      | Emina Ilhamy                                                         | Emina Ilhamy                                                         | Emina Ilhamy                          | Emina Ilhamy                          | Emina Ilhamy                          | Emina Ilhamy                          |                    |                    |                    |                    |             |             | 6. Tewfik Pasha Khedive (1879-92)                                   | 6. Tewfik Pasha Khedive (1879-92)                                   | 6. Tewfik Pasha Khedive (1879-92)                                   | 6. Tewfik Pasha Khedive (1879-92)                                   | 6. Tewfik Pasha Khedive (1879-92)                                   | 6. Tewfik Pasha Khedive (1879-92)                                   |                                             |                                             | 8. Husayn Kamil Sultan (1914-17)            | 8. Husayn Kamil Sultan (1914-17)            | 8. Husayn Kamil Sultan (1914-17) | 8. Husayn Kamil Sultan (1914-17) | 8. Husayn Kamil Sultan (1914-17) | 8. Husayn Kamil Sultan (1914-17) |            |            |                |                |                |                | 9. Fuad I Sultan rồi Vua (1917-36) | 9. Fuad I Sultan rồi Vua (1917-36) | 9. Fuad I Sultan rồi Vua (1917-36) | 9. Fuad I Sultan rồi Vua (1917-36) | 9. Fuad I Sultan rồi Vua (1917-36) | 9. Fuad I Sultan rồi Vua (1917-36) |                            |                            | Nazli Sabri                | Nazli Sabri                | Nazli Sabri  | Nazli Sabri  | Nazli Sabri | Nazli Sabri |
|          |          |          |          |                                                                      |                                                                      |                                                                      |                                                                      |                                                                      |                                                                      |                                       |                                       |                                       |                                       |                    |                    |                    |                    |             |             |                                                                     |                                                                     |                                                                     |                                                                     |                                                                     |                                                                     |                                             |                                             |                                             |                                             |                                  |                                  |                                  |                                  |            |            |                |                |                |                |                                    |                                    |                                    |                                    |                                    |                                    |                            |                            |                            |                            |              |              |             |             |
|          |          |          |          |                                                                      |                                                                      |                                                                      |                                                                      |                                                                      |                                                                      |                                       |                                       |                                       |                                       |                    |                    |                    |                    |             |             |                                                                     |                                                                     |                                                                     |                                                                     |                                                                     |                                                                     |                                             |                                             |                                             |                                             |                                  |                                  |                                  |                                  |            |            |                |                |                |                |                                    |                                    |                                    |                                    |                                    |                                    |                            |                            |                            |                            |              |              |             |             |
| Ikbal    | Ikbal    | Ikbal    | Ikbal    | Ikbal                                                                | Ikbal                                                                |                                                                      |                                                                      | 7. Abbas Hilmi II Khedive (1892-1914)                                | 7. Abbas Hilmi II Khedive (1892-1914)                                | 7. Abbas Hilmi II Khedive (1892-1914) | 7. Abbas Hilmi II Khedive (1892-1914) | 7. Abbas Hilmi II Khedive (1892-1914) | 7. Abbas Hilmi II Khedive (1892-1914) |                    |                    |                    |                    |             |             | Hoàng tử Muhammad Ali Tewfik Nhiếp chính cho Vua Farouk I (1936-37) | Hoàng tử Muhammad Ali Tewfik Nhiếp chính cho Vua Farouk I (1936-37) | Hoàng tử Muhammad Ali Tewfik Nhiếp chính cho Vua Farouk I (1936-37) | Hoàng tử Muhammad Ali Tewfik Nhiếp chính cho Vua Farouk I (1936-37) | Hoàng tử Muhammad Ali Tewfik Nhiếp chính cho Vua Farouk I (1936-37) | Hoàng tử Muhammad Ali Tewfik Nhiếp chính cho Vua Farouk I (1936-37) |                                             |                                             |                                             |                                             |                                  |                                  |                                  |                                  |            |            | Narriman Sadek | Narriman Sadek | Narriman Sadek | Narriman Sadek | Narriman Sadek                     | Narriman Sadek                     |                                    |                                    | 10. Farouk I Vua (1936-52)         | 10. Farouk I Vua (1936-52)         | 10. Farouk I Vua (1936-52) | 10. Farouk I Vua (1936-52) | 10. Farouk I Vua (1936-52) | 10. Farouk I Vua (1936-52) |              |              |             |             |
| Ikbal    | Ikbal    | Ikbal    | Ikbal    | Ikbal                                                                | Ikbal                                                                |                                                                      |                                                                      | 7. Abbas Hilmi II Khedive (1892-1914)                                | 7. Abbas Hilmi II Khedive (1892-1914)                                | 7. Abbas Hilmi II Khedive (1892-1914) | 7. Abbas Hilmi II Khedive (1892-1914) | 7. Abbas Hilmi II Khedive (1892-1914) | 7. Abbas Hilmi II Khedive (1892-1914) |                    |                    |                    |                    |             |             | Hoàng tử Muhammad Ali Tewfik Nhiếp chính cho Vua Farouk I (1936-37) | Hoàng tử Muhammad Ali Tewfik Nhiếp chính cho Vua Farouk I (1936-37) | Hoàng tử Muhammad Ali Tewfik Nhiếp chính cho Vua Farouk I (1936-37) | Hoàng tử Muhammad Ali Tewfik Nhiếp chính cho Vua Farouk I (1936-37) | Hoàng tử Muhammad Ali Tewfik Nhiếp chính cho Vua Farouk I (1936-37) | Hoàng tử Muhammad Ali Tewfik Nhiếp chính cho Vua Farouk I (1936-37) |                                             |                                             |                                             |                                             |                                  |                                  |                                  |                                  |            |            | Narriman Sadek | Narriman Sadek | Narriman Sadek | Narriman Sadek | Narriman Sadek                     | Narriman Sadek                     |                                    |                                    | 10. Farouk I Vua (1936-52)         | 10. Farouk I Vua (1936-52)         | 10. Farouk I Vua (1936-52) | 10. Farouk I Vua (1936-52) | 10. Farouk I Vua (1936-52) | 10. Farouk I Vua (1936-52) |              |              |             |             |
|          |          |          |          |                                                                      |                                                                      |                                                                      |                                                                      |                                                                      |                                                                      |                                       |                                       |                                       |                                       |                    |                    |                    |                    |             |             |                                                                     |                                                                     |                                                                     |                                                                     |                                                                     |                                                                     |                                             |                                             |                                             |                                             |                                  |                                  |                                  |                                  |            |            |                |                |                |                |                                    |                                    |                                    |                                    |                                    |                                    |                            |                            |                            |                            |              |              |             |             |
|          |          |          |          | Hoàng tử Muhammad Abdel Moneim Nhiếp chính cho Vua Fuad II (1952-53) | Hoàng tử Muhammad Abdel Moneim Nhiếp chính cho Vua Fuad II (1952-53) | Hoàng tử Muhammad Abdel Moneim Nhiếp chính cho Vua Fuad II (1952-53) | Hoàng tử Muhammad Abdel Moneim Nhiếp chính cho Vua Fuad II (1952-53) | Hoàng tử Muhammad Abdel Moneim Nhiếp chính cho Vua Fuad II (1952-53) | Hoàng tử Muhammad Abdel Moneim Nhiếp chính cho Vua Fuad II (1952-53) |                                       |                                       |                                       |                                       |                    |                    |                    |                    |             |             |                                                                     |                                                                     |                                                                     |                                                                     |                                                                     |                                                                     |                                             |                                             |                                             |                                             |                                  |                                  |                                  |                                  |            |            |                |                |                |                | 11. Fuad II Vua (1952-53)          | 11. Fuad II Vua (1952-53)          | 11. Fuad II Vua (1952-53)          | 11. Fuad II Vua (1952-53)          | 11. Fuad II Vua (1952-53)          | 11. Fuad II Vua (1952-53)          |                            |                            |                            |                            |              |              |             |             |